# Labradorite
La labradorite è una varietà di anortite con un ratio di albite/anortite che varia da 30/70 a 50/50. Con formula chimica (Na, Ca)(Al, Si)4O8 con tracce: Fe; K; H2O. Nelle sue forme e colorazioni migliori è utilizzata in gioielleria; questi pezzi hanno la particolarità di possedere un gioco di colori dal riflesso metallico normalmente varianti tra il blu e il verde, ma negli esemplari migliori può mostrare tutto lo spettro dei colori.
La labradorite ha una durezza variabile tra 6 e 6,5 sulla scala Mohs, mentre la densità varia tra i 2,68 e i 2,72 g/cm3.

## Utilizzo

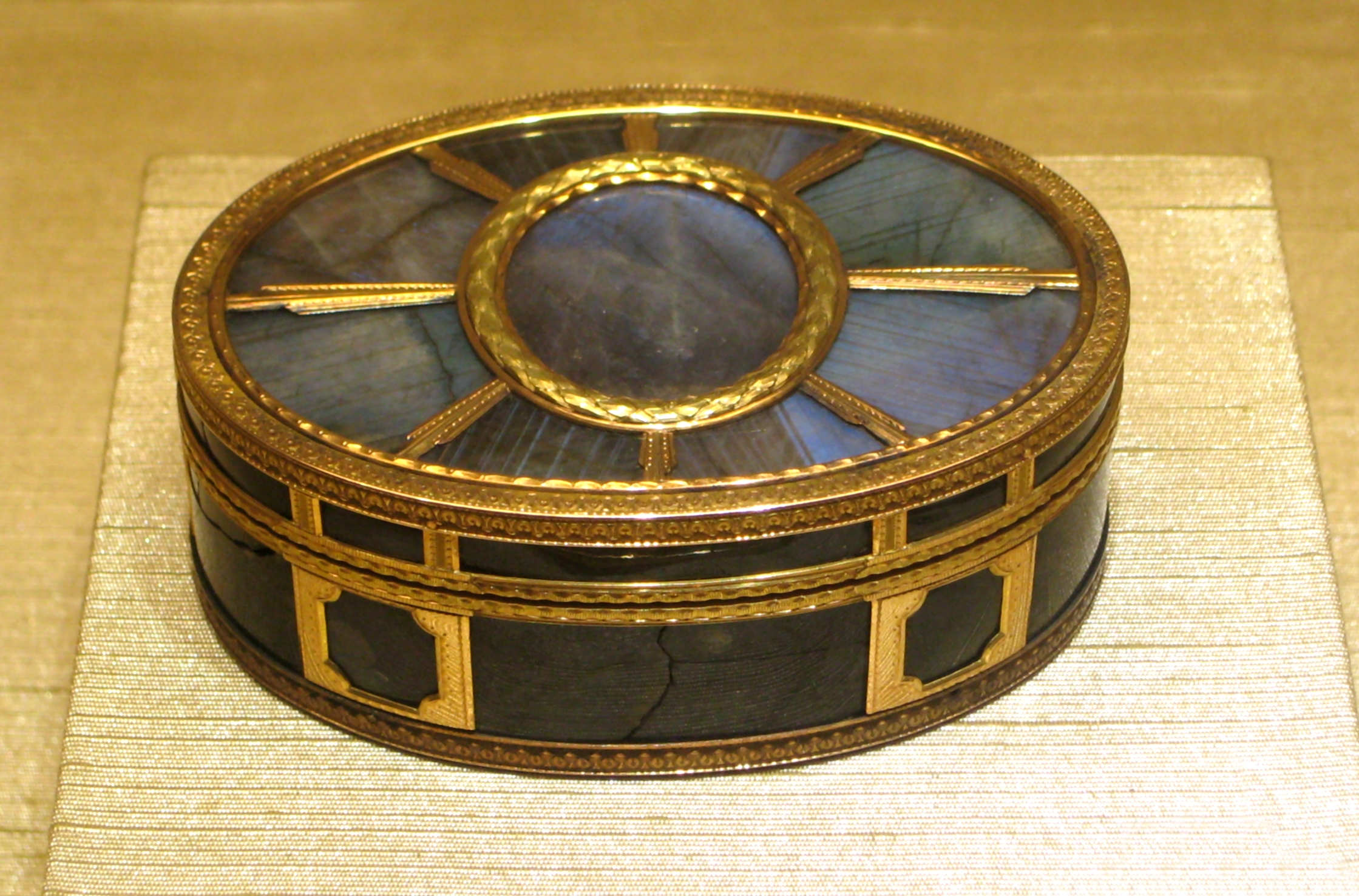
Scatola da tabacco in oro e labradorite. I.Kayser, 1792. Museo Ermitage, San Pietroburgo, Russia.

La labradorite viene utilizzata per realizzare oggetti ornamentali, ma è impiegata specialmente in campo gemmologico, come pietra semi-preziosa in gioielleria, spesso tagliata a cabochon, ma in alcuni casi anche a faccette.

## Morfologia
Granulare, sovente in blocchi compatti.
La labradorite è un feldspato, in particolare un membro della serie dei plagioclasi, che si forma nelle pegmatiti o nei magmi basici. I suoi colori brillanti su base grigio-verde sono dovuti all'effetto di rifrazione della luce sulla struttura lamellare, ovvero alla labradorescenza.

### Giacimenti principali
- Canada (Penisola del Labrador)
- Penisola Scandinava
- Madagascar

## Forma in cui si presenta in natura

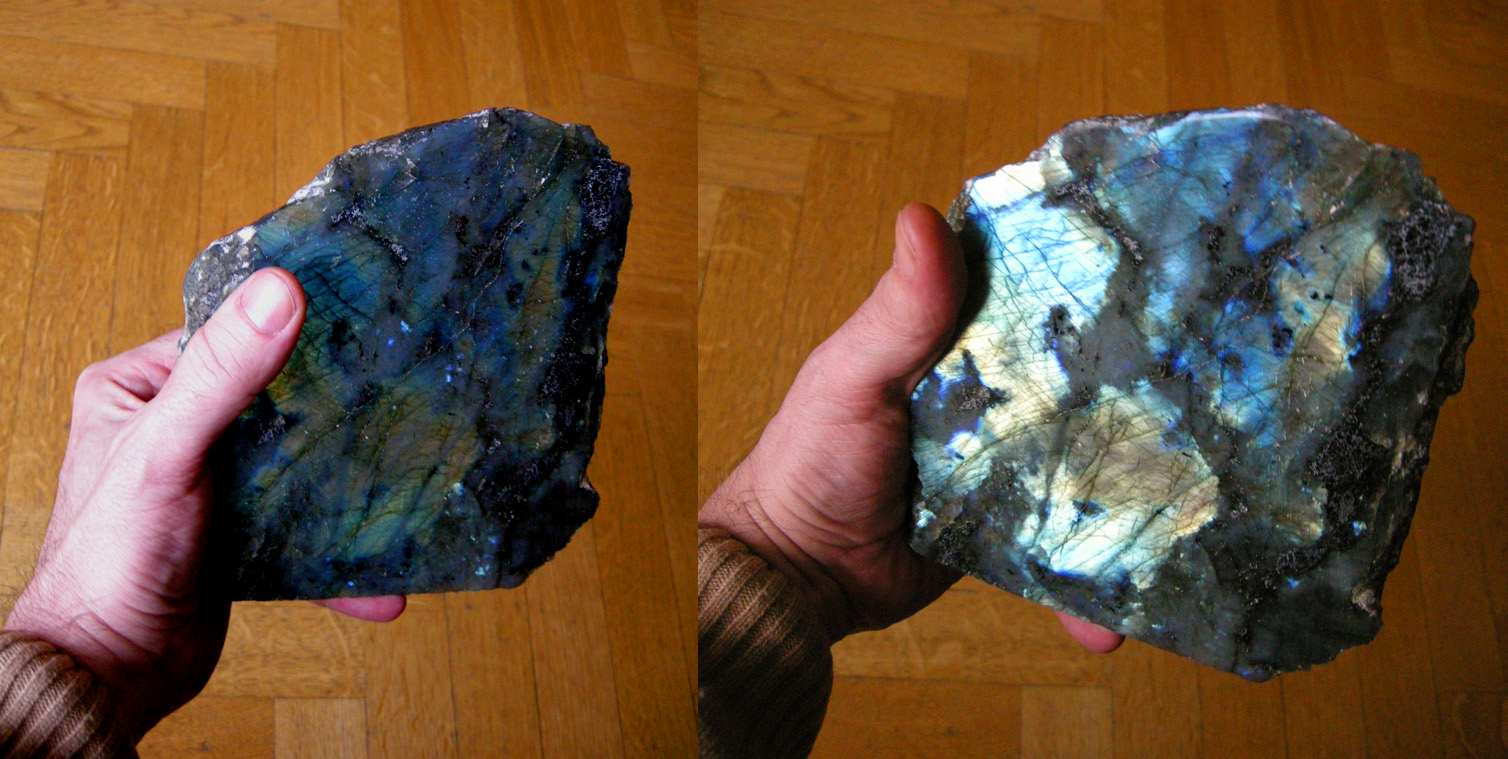
Labradorescenza in una labradorite.

Alcuni tipi di Labradorite presentano il fenomeno della labradorescenza (simile all'adularescenza) fenomeno ottico che si manifesta con il luccichio differente a seconda di dove proviene l'illuminazione.

## Galleria d'immagini

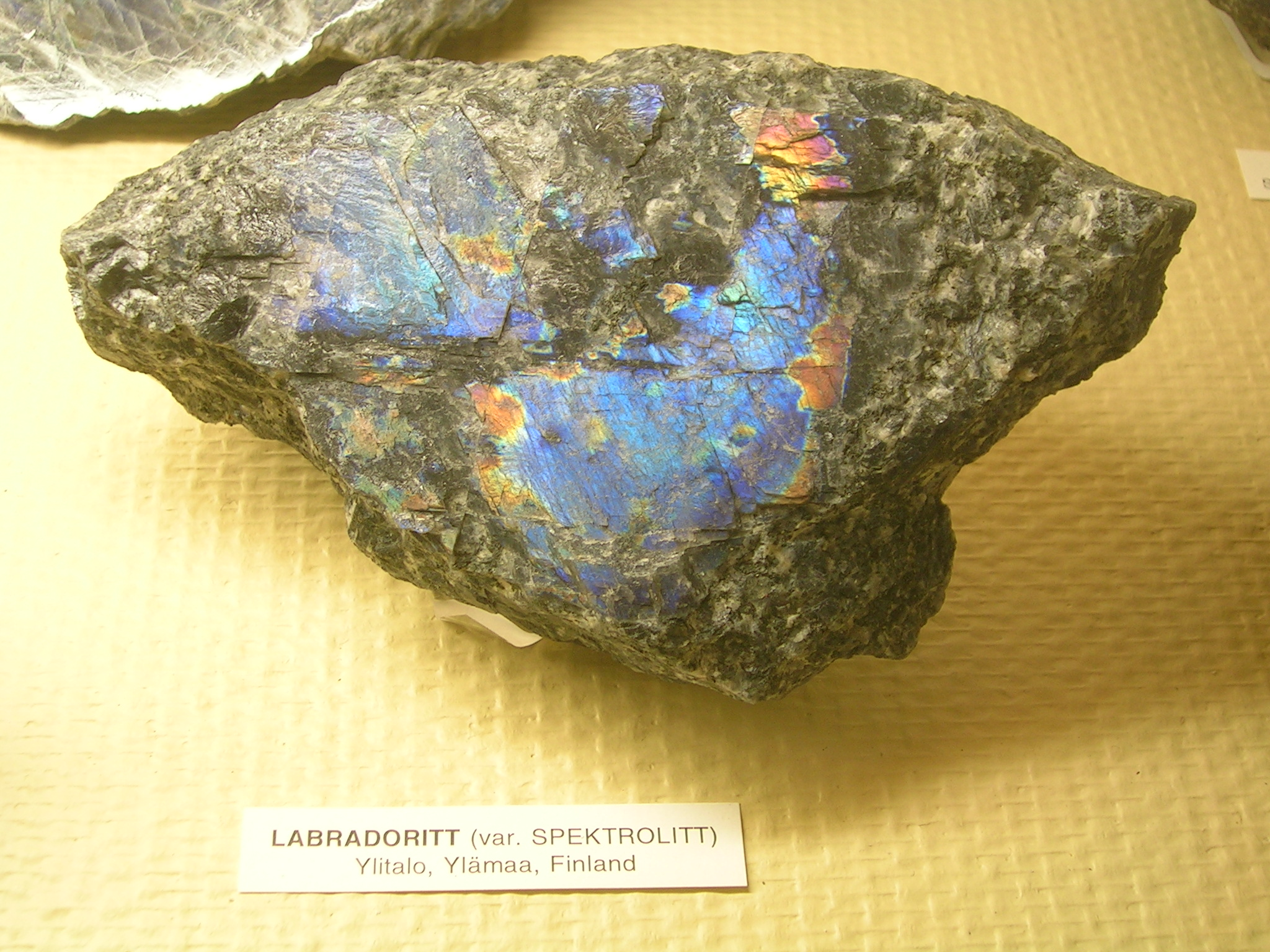
Spettrolite, Ylämaa, Finlandia.
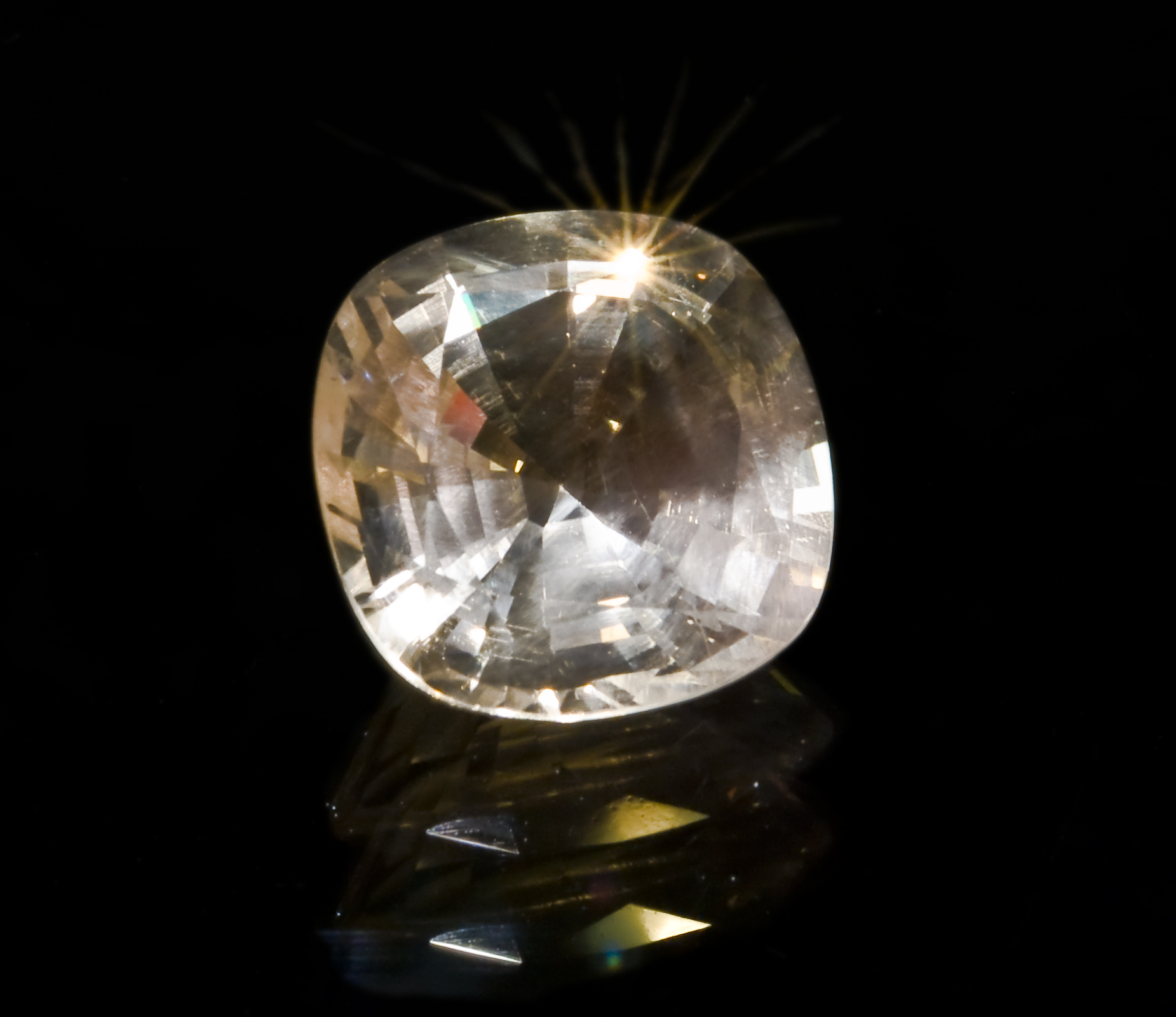
Pietra tagliata di Labradorite  - 19Cts12 - USA.
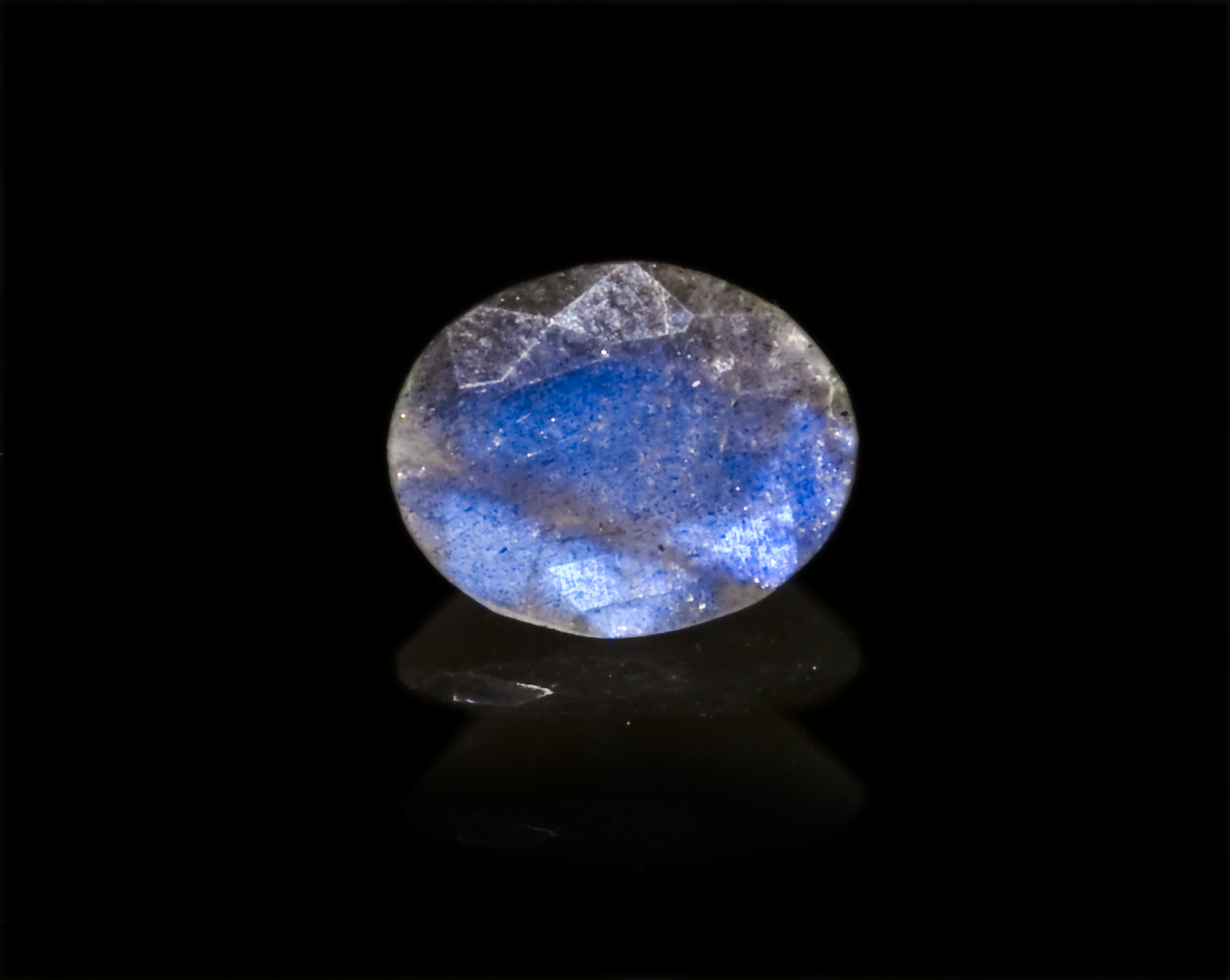
Labradorite tagliata - Brésil - 14x10mm.
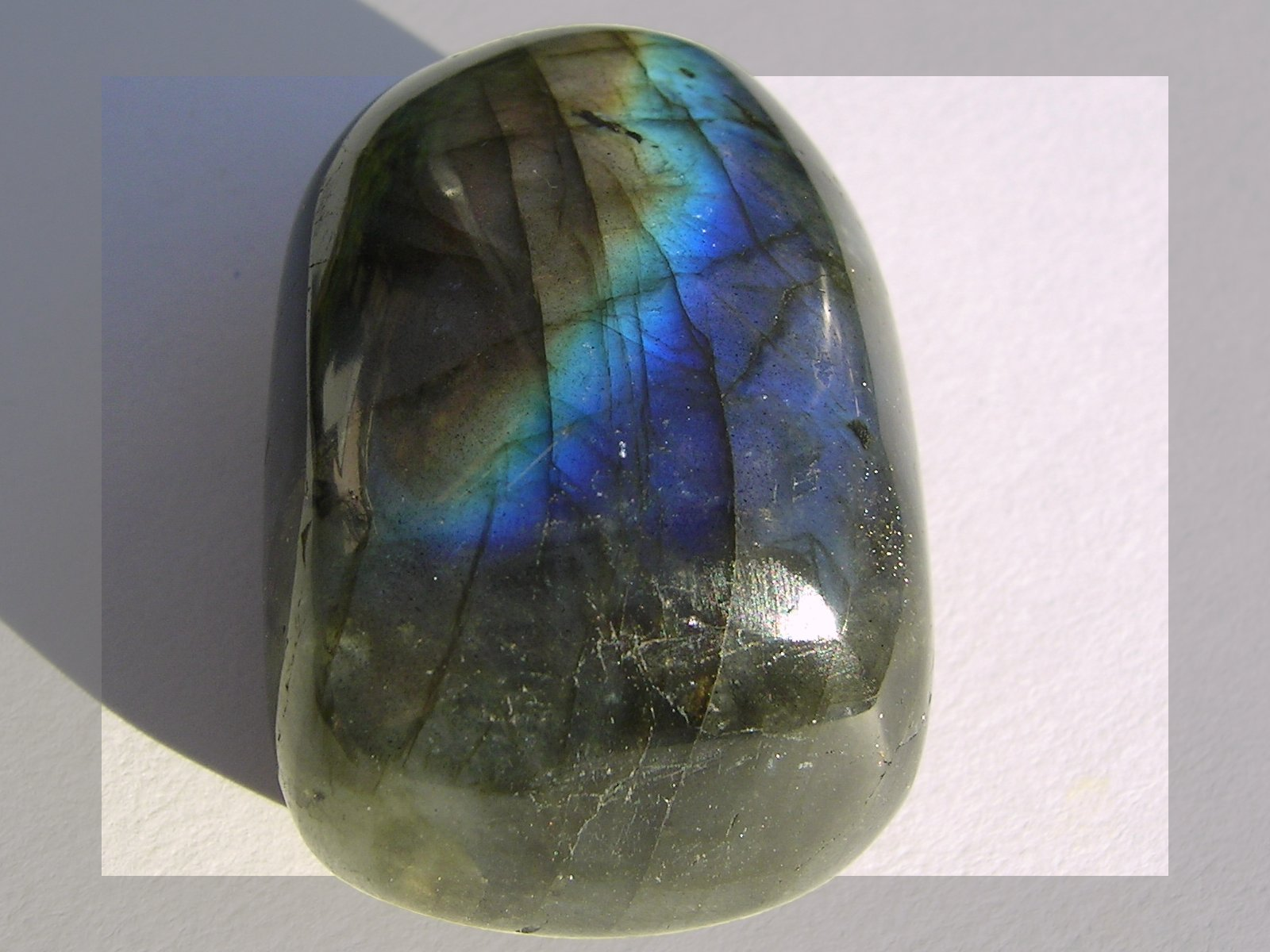
Pietra burattata.
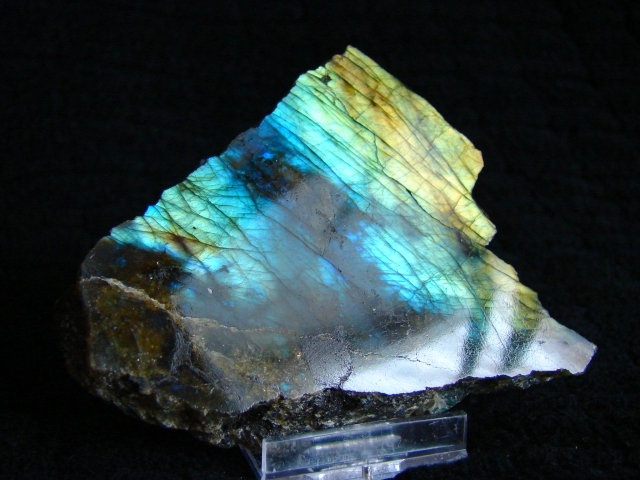
Labradorite non lavorata, Madagascar.
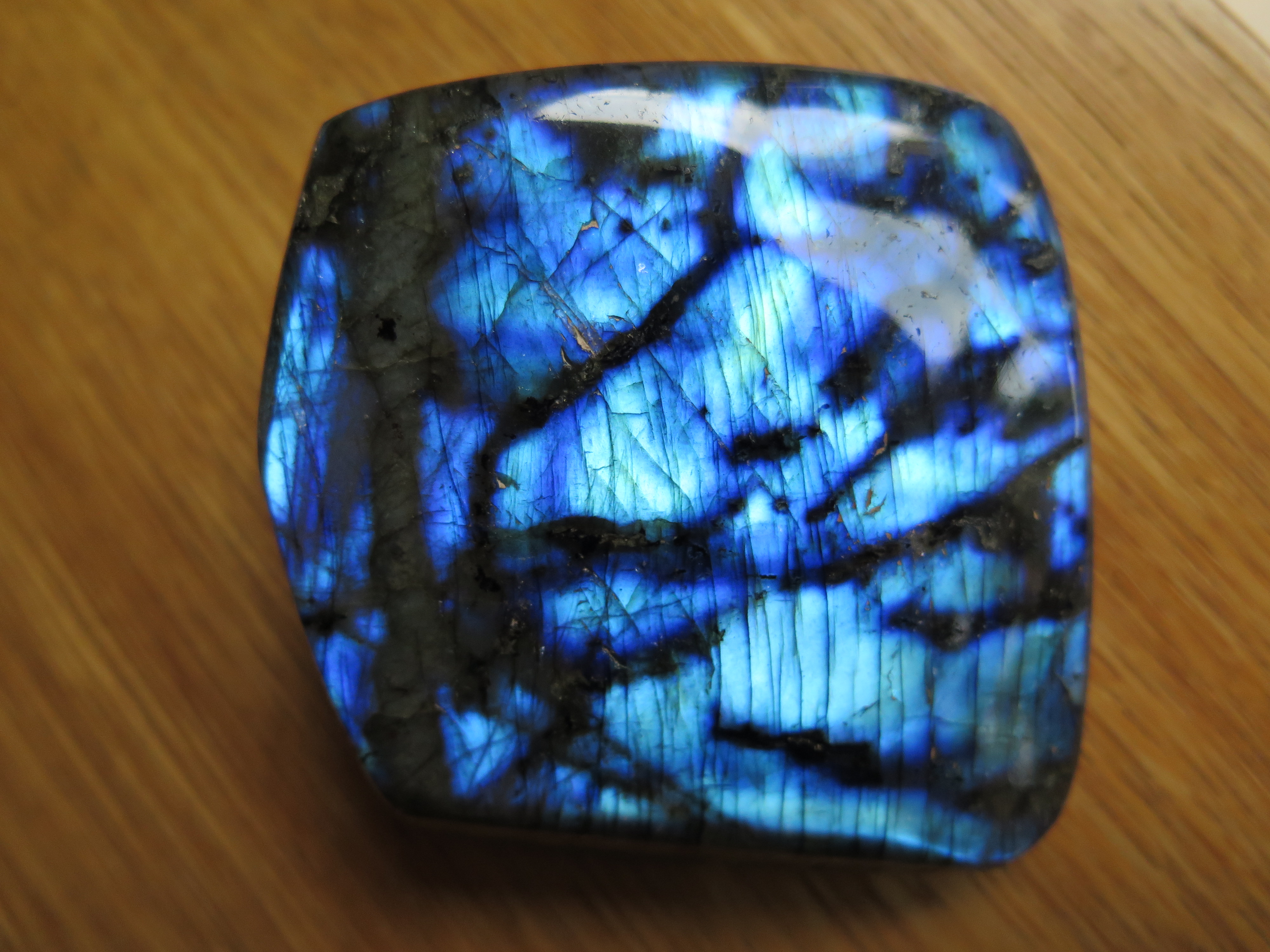
Labradorite blu, Madagascar.
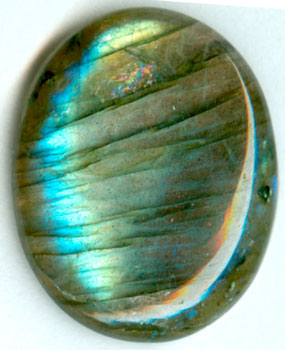
Labradorite a cabochon.
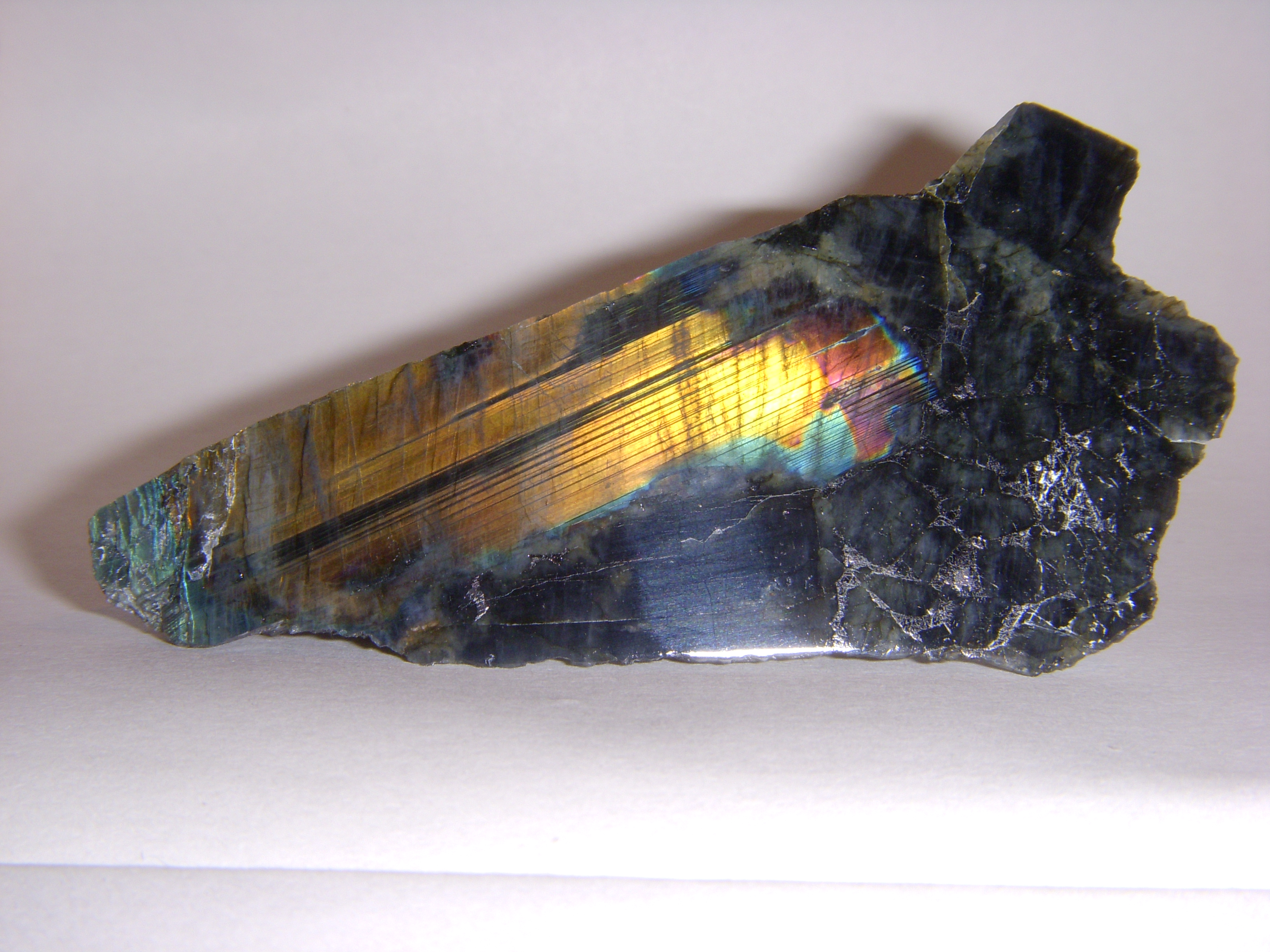
Spettrolite lucidata